# Kanton Elbeuf
Der Kanton Elbeuf ist seit 1790 ein französischer Wahlkreis im Arrondissement Rouen im Département Seine-Maritime in der Region Normandie. Der Hauptort ist Elbeuf. Der Kanton liegt am linken Ufer der Seine, 20 Kilometer südlich von Rouen, im Mittel 80 m hoch, zwischen 2 Meter in Elbeuf und 138 Meter in La Londe.

## Gemeinden
Der Kanton besteht aus sechs Gemeinden mit insgesamt 30.355 Einwohnern (Stand: 1. Januar 2022) auf einer Gesamtfläche von 78,52 km²:
| Gemeinde       | Einwohner 1. Januar 2022 | Fläche km² | Dichte Einw./km² | Code INSEE | Postleitzahl |
| -------------- | ------------------------ | ---------- | ---------------- | ---------- | ------------ |
| Elbeuf         | 15.774                   | 16,32      | 967              | 76231      | 76500        |
| Grand-Couronne | 9.722                    | 16,93      | 574              | 76319      | 76530        |
| La Bouille     | 710                      | 1,27       | 559              | 76131      | 76530        |
| La Londe       | 2.367                    | 30,98      | 76               | 76391      | 76500        |
| Moulineaux     | 943                      | 3,47       | 272              | 76457      | 76530        |
| Orival         | 839                      | 9,55       | 88               | 76486      | 76500        |
| Kanton Elbeuf  | 30.355                   | 78,52      | 387              | 7609       | –            |

Bis zur Neuordnung bestand der Kanton Elbeuf aus den vier Gemeinden Elbeuf, La Londe, Orival und Saint-Aubin-lès-Elbeuf. Sein Zuschnitt entsprach einer Fläche von 62,64 km2.

## Bevölkerungsentwicklung
| 1962   | 1968   | 1975   | 1982   | 1990   | 1999   | 2006   | 2011   |
| ------ | ------ | ------ | ------ | ------ | ------ | ------ | ------ |
| 27.831 | 30.299 | 30.789 | 29.312 | 28.179 | 28.040 | 28.509 | 28.150 |